# Orbitocyclinoides
Orbitocyclinoides es un género de foraminífero bentónico de la subfamilia Lepidorbitoidinae, de la familia Lepidorbitoididae, de la superfamilia Orbitoidoidea, del suborden Rotaliina y del orden Rotaliida. Su especie tipo es Orbitocyclina (Orbitocyclinoides) schencki. Su rango cronoestratigráfico abarcaba el Maastrichtiense (Cretácico superior).

## Discusión
Orbitocyclinoides fue propuesto como un subgénero de Lepidorbitoides, es decir, Lepidorbitoides (Orbitocyclinoides).

## Clasificación
Orbitocyclinoides incluye a la siguiente especie:
- Orbitocyclinoides schencki †